# بهشت کانتور
بهشت کانتور اصطلاحی است که داوید هیلبرت (۱۹۲۶، ص. ۱۷۰) برای توصیف نظریه مجموعه‌ها و اعداد کاردینال نامتناهی جورج کانتور بکار برده است. زمینه استفاده هیلبرت از این اصطلاح مخالفت او با گفته‌های براؤر بود که تلاش می‌کرد نوع قابل قبول ریاضیات را تنها به قسمتی از آن محدود کند.
هیچ‌کس نخواهد توانست ما را از بهشتی که کانتور برایمان ساخته بیرون کند.— هیلبرت ۴ ژوئن ۱۹۲۵